# FK Vlasina
FK Vlasina (srpski: ФК Власина) srbijanski je nogometni klub iz Vlasotinca, Jablanički okrug. U sezoni 2024./25. natječe se u Srpskoj ligi Istok, trećem rangu srpskog nogometnog sustava.

## Povijest
Klub je jedan od najstarijih nogometnih klubova u Srbiji. Osnovali su ga studenti povratnici iz glavnih europskh prijestolnica. FK Vlasina postoji od 1920. godine. Simbolično, klub je bio znak implementacije naprednih europskih ideja u srpsko društvo. Razvoj FK Vlasina izravno je povezan s društvenim i gospodarskim razvojem regije oko Vlasotinca u jugoistočnoj Srbiji.

Osnivač i prvi predsjednik bio je Vojislav Popović, koji je u mjesto donio i prvu nogometnu loptu. 
Klupska boja 1932. bila je plava.
U Vlasotincu su osnivani i drugi klubovi, ali je FK Vlasina uvijek bio najreprezentativniji. Neki klubovi kao što su SK Dečanski i SK Omladina spojeni su u FK Vlasina. VSK je odolio i postao glavni lokalni rival. Klub se natjecao u lokalnim ligama i igrao na brojnim turnirima imajući za protivnike neke od velikih nacionalnih klubova, a iz tog razdoblja zapamćena je pobjeda nad beogradskom SK Jugoslavijom rezultatom 2:0 na jednom turniru u Nišu. S početkom Drugog svjetskog rata natjecanja u regiji su prekinuta.

Godine 1946. obnavljaju se sportske aktivnosti. Nakon što ga nije uspio prethodne sezone, na kraju sezone 1956./57. FK Vlasina se plasirala u Četvrtu zonu Druge lige Jugoslavije. Na kraju te sezone Druga i niža liga pretrpele su niz strukturnih remodelacija i FK Vlasina se za narednu sezonu plasirala u 3. nacionalni rang – zona Niš. Do 1980-ih klub se natjecao u regionalnim ligama. U sezoni 1987./88. klub osvaja Južnomoravsku ligu. Sljedeće godine Vlasina osvaja Srpsku ligu Jug čime se plasira u Prvu srpsku ligu, tada 3. rang jugoslavenskog ligaškog sustava. U svojoj prvoj sezoni završila je na 3. mjestu, ali u sljedećoj su završili tek na 17. mjestu ispadajući iz lige. Tijekom 1990-ih klub će uglavnom igrati između 3. i 4. ranga, no krajem 1990-ih mladi igrači kluba postigli su niz regionalnih uspjeha imajući nekoliko dobrih generacija igrača.

U siječnju 2001. godine izabrana je nova uprava, a predsjednik postaje Jovan Stojanović koji je ulagao u klupsku infrastrukturu i stadion. Na kraju sezone 2001./02. klub je izgubio od FK Car Konstantina u kvalifikacijama za Drugu ligu SR Jugoslavije, ali se uspioplasirati u Srpsku ligu Istok iduće sezone osvajanjem lige 2002./03. Iduće sezone igrao je u Drugoj ligi, a 2004./05. klub je uspio doći do četvrtfinala Kupa Srbije i Crne Gore gdje ga je neočekivano eliminirana na jedanaesterce FK Kolubara. Vlasina je u prethodnim kolima eliminirala prvoligaške klubove kao što su FK Budućnost Podgorica i beogradski FK Rad. Godine 2006./07. došla je do osmine finala gdje je ponovno izgubila u seriji jedanaesteraca nakon 0:0 remija od prvoligaša FK Bežanije. Do sezone 2007./08. klub se uspješno natjecao u drugoj ligi, ali je te godine ispao u Srpsku ligu Istok.
Dana 17. studenog 2010. klub je proslavio 90. godišnjicu postojanja utakmicom protiv Crvene zvezde iz Beograda.

## Prvenstva
| Sezona    | Razred | Liga                  | Broj momčadi | Mjesto | Izvor |
| --------- | ------ | --------------------- | ------------ | ------ | ----- |
| 1987./88. | VI.    | Južnomoravska liga    | 16           | 1.     |       |
| 1988./89. | V.     | Srpska liga Jug       | 18           | 1.     |       |
| 1989./90. | IV.    | Srpska liga           | 18           | 3.     |       |
| 1990./91. | IV.    | Srpska liga           | 18           | 17.    |       |
| 1991./92. | IV.    | Srpska liga           | 18           | 12.    |       |
| 1992./93. | III.   | Srpska liga Istok     | 16           | 8.     |       |
| 1993./94. | III.   | Srpska liga Istok     | 18           | 13.    |       |
| 1994./95. |        |                       |              |        |       |
| 1995./96. |        | Niška zona            | 18           | 4.     |       |
| 1996./97. |        |                       |              |        |       |
| 1997./98. |        |                       |              |        |       |
| 1998./99. |        |                       |              |        |       |
| 1999./00. | III.   | Srpska liga Niš       | 20           | 16.    |       |
| 2000./01. | III.   | Srpska liga Niš       | ?            | ?      |       |
| 2001./02. | III.   | Srpska liga Niš       | 18           | 2.     |       |
| 2002./03. | III.   | Srpska liga Niš       | 18           | 1.     |       |
| 2003./04. | II.    | 2. savezna liga Istok | 10           | 5.     |       |
| 2004./05. | II.    | 1. liga Srbije        | 20           | 16.    |       |
| 2005./06. | II.    | 1. liga Srbije        | 20           | 14.    |       |
| 2006./07. | II.    | 1. liga Srbije        | 20           | 8.     |       |
| 2007./08. | II.    | 1. liga Srbije        | 18           | 16.    |       |
| 2008./09. | III.   | Srpska liga Istok     | 15           | 14.    |       |
| 2009./10. | III.   | Srpska liga Istok     | 16           | 11.    |       |
| 2010./11. | III.   | Srpska liga Istok     | 16           | 5.     |       |
| 2011./12. | III.   | Srpska liga Istok     | 16           | 15.    |       |
| 2012./13. | IV.    | Niška zona            | 16           | 5.     |       |
| 2013./14. | IV.    | Niška zona            | 16           | 5.     |       |
| 2014./15. | IV.    | Zona Jug              | 16           | 6.     |       |
| 2015./16. | IV.    | Zona Jug              | 15           | 1.     |       |
| 2016./17. | III.   | Srpska liga Istok     | 16           | 16.    |       |
| 2017./18. | IV.    | Zona Jug              | 16           | 7.     |       |
| 2018./19. | IV.    | Zona Jug              | 16           | 1.     |       |
| 2019./20. | III.   | Srpska liga Istok     | 16           | 6.     |       |
| 2020./21. | III.   | Srpska liga Istok     | 20           | 4.     |       |
| 2021./22. | III.   | Srpska liga Istok     | 15           | 8.     |       |
| 2022./23. | III.   | Srpska liga Istok     | 16           | 12.    |       |
| 2023./24. | III.   | Srpska liga Istok     | 16           | 11.    |       |
| 2024./25. | III.   | Srpska liga Istok     | 16           |        |       |

## Vanjske poveznice
- Stanislav L. Gorunović, Fudbalski klub »Vlasina«, Vlasotince, 1989.
- Stanislav Gorunović, Fudbalski klub Vlasina od opštinske do Druge savezne lige, Vlasotince, 2004.
- srbijasport.net, profil kluba